# Suda

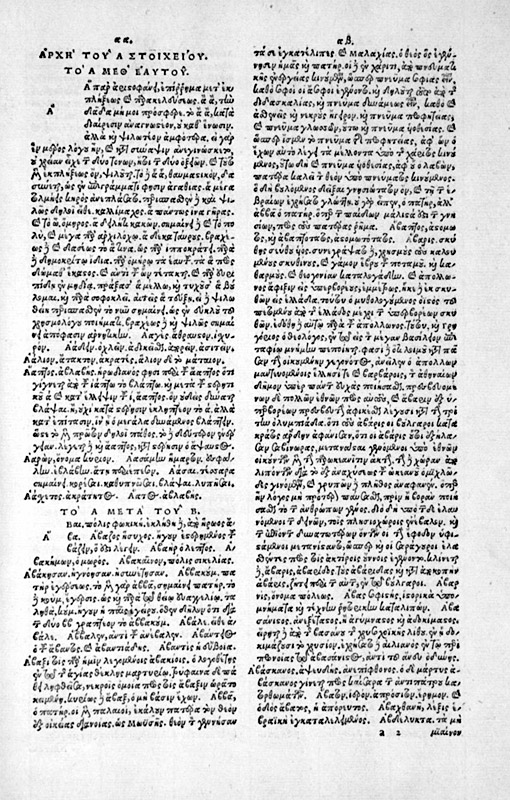
Página de una edición moderna de Suda.

La Suda (Σοῦδα, Souda o Suidas) es una gran enciclopedia bizantina, de carácter histórico, acerca del mundo mediterráneo antiguo, escrita en griego en el siglo X por eruditos bizantinos.
La palabra «Suda» procede del griego y puede significar ‘fosa’, ‘empalizada’, ‘fortín’, ‘trinchera’, ‘guía’, o tal vez hace referencia al pueblo de Suda en Creta. Es una enciclopedia alfabética, con más de 30 000 entradas, muchas de ellas procedentes de fuentes antiguas que se han perdido desde entonces.
No se sabe con seguridad si el origen del término está en la palabra η Σοῦδα o en o Σουιδας. Es común verlo escrito Suda, aunque sigue siendo lícito hablar de Suidas, como hace L'Année Philologique ante la inseguridad de la primera opción.
Poco se sabe de la compilación de este trabajo, excepto que debe haberse escrito antes de Eustacio de Tesalónica (siglo XII-XIII), quien lo cita frecuentemente. Bajo la entrada «Adán», el autor del libro (una nota introductoria afirma que es obra de «Suidas», lexicógrafo-historiador-compilador que trató de recoger todo el saber de la época en esta enciclopedia y que vivió entre 976 y 1028) escribe una breve cronología del mundo, que finaliza con la muerte del emperador Juan I Tzimisces (975); y bajo la entrada «Constantinopla» el autor menciona a sus sucesores (Basilio II y Constantino VIII). Parece, pues, que la Suda fue compilada en la última parte del siglo X. Los pasajes en que se habla de Miguel Psellos el Joven (final del siglo XI) son considerados interpolaciones tardías.
El libro está ordenado alfabéticamente con algunas irregularidades: las letras y combinaciones de letras que tienen el mismo sonido están dispuestas juntas. Comparte así la naturaleza tanto del diccionario como de la enciclopedia.
Incluye numerosas citas de escritores antiguos; también se usaron mucho los escoliastas de Aristófanes, Homero, Sófocles y Tucídides. El autor afirma que los datos biográficos son resúmenes del Onomatologion de Hesiquio de Mileto. Otras fuentes fueron los resúmenes de Constantino VII, la crónica de Jorge Sincelo, las biografías de Diógenes Laercio y los trabajos de Ateneo de Naucratis y Filóstrato.
La Suda trata tanto temas bíblicos como paganos, de lo que se deduce que el escritor debe haber sido cristiano. Una nota introductoria da una lista de diccionarios desde los cuales se compiló la parte léxica, junto con los nombres de sus autores. Aunque el trabajo carece de sentido crítico y tiene probablemente muchas interpolaciones, y aunque el valor de sus artículos es dispar, la Suda contiene mucha información sobre la historia y la vida antiguas.
La mayor parte de la Suda se perdió durante el saqueo de Constantinopla a manos de los cruzados y durante el pillaje de los turcos en 1453.
El diccionario de la Suda se encuentra a medio camino entre un diccionario gramatical y una enciclopedia en el sentido moderno. Explica el origen, la derivación y el significado de las palabras de acuerdo con los conocimientos filológicos de la época, haciendo uso de autoridades tan antiguas como Harpocración y Helladios. No hay nada especialmente importante en esta parte de la obra. Los artículos más valiosos son los referidos a la historia de la literatura. En estos, el autor proporciona datos y cita pasajes procedentes de autores cuyas obras se han perdido. Usa antiguos escolios de los clásicos (Homero, Tucídides, Sófocles, etc.) y de autores más recientes: Polibio, Flavio Josefo, el Chronicon Pascual, Jorge Sincelo, Jorge el Monje y similares.
La erudita danesa Ada Adler publicó una edición crítica de la Suda en 5 volúmenes (Leipzig, 1928-1938).